# Dmytro Niemczaninow
Dmytro Andrijowycz Niemczaninow, ukr. Дмитро Андрійович Нємчанінов (ur. 27 stycznia 1990 w Kijowie) – ukraiński piłkarz, grający na pozycji obrońcy.

## Kariera piłkarska

### Kariera klubowa
Wychowanek Szkoły Piłkarskiej Dynama Kijów. Występował w juniorskich mistrzostwach Ukrainy (DJuFL) w RWUFK Kijów (2005-2007). Karierę piłkarską rozpoczął 10 kwietnia 2007 w trzeciej drużynie Dynama. Latem 2008 po rozformowaniu Dynamo-3 Kijów pozostał bez klubu i kontynuował występy w zespołach amatorskich. W lipcu 2009 został piłkarzem pierwszoligowego klubu Dnister Owidiopol. Na początku 2011 przeszedł do Nywy Winnica. Po rozformowaniu latem 2012 klubu Nywa Winnica, przeniósł się do Zirki Kirowohrad. 5 lipca 2013 podpisał kontrakt z Wołyniem Łuck. 30 kwietnia 2015 przez konflikt z trenerem piłkarz anulował kontrakt. 10 lipca 2015 podpisał kontrakt z Czornomorcem Odessa. W grudniu 2015 opuścił odeski klub. 28 stycznia 2016 został piłkarzem Olimpiku Donieck. W sierpniu 2017 przeszedł do rosyjskiego klubu Krylja Sowietow Samara. 15 lutego 2018 wrócił do Olimpiku Donieck na zasadach wypożyczenia. 18 stycznia został piłkarzem Desny Czernihów, w której grał do 6 czerwca 2019.

### Kariera reprezentacyjna
Występował w juniorskich reprezentacjach Ukrainy U-17 i U-18.